# New York Yankees (NFL)

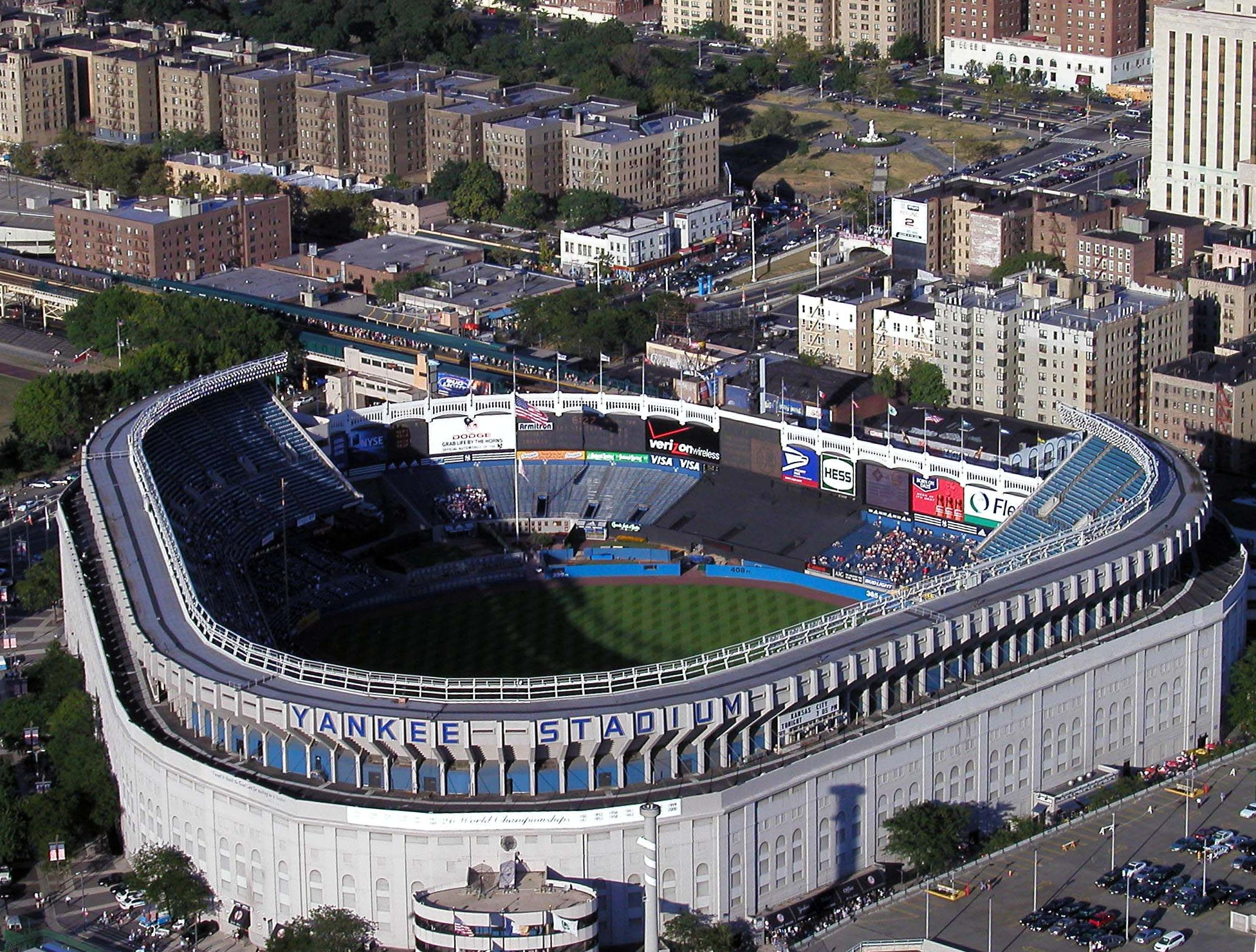
Estadio de los New York Yankees (NFL)

Los New York Yankees fueron un equipo profesional de fútbol americano desde 1926 hasta 1928. Jugaron sus partidos como locales en el viejo Yankee Stadium. Su principal estrella fue Red Grange como running back.
Este equipo surgió debido a una disputa contractual entre Grange y su anterior equipo en la NFL, los Chicago Bears. Cuando en 1926 los Bears se negaron a renegociar el contrato de Grange, su representante, C. C. "Cash and Carry" Pyle, formó el equipo como parte de una nueva liga, la primera American Football League. Mientras que los Yankees y el campeón de la liga, los Philadelphia Quakers tuvieron un éxito moderado, los otros siete equipos se fueron a la ruina, por lo que la AFL solo duró una temporada. Los Yankees se unieron en 1926 a la NFL y solo duraron 2 años más. Dejaron de existir en 1928.

## Miembros del Salón de la Fama
- Morris Badgro
- Ray Flaherty
- Harold "Red" Grange
- Mike Michalske

## Temporadas
| Año                                           | V  | D | E | Posición final | Entrenador  | Liga |
| --------------------------------------------- | -- | - | - | -------------- | ----------- | ---- |
| 1926                                          | 10 | 5 | 0 | 2º             | Ralph Scott | AFL  |
| Se incorporaron a la National Football League |    |   |   |                |             |      |
| 1927                                          | 7  | 8 | 1 | 6º             | Ralph Scott | NFL  |
| 1928                                          | 4  | 8 | 1 | 7º             | Dick Rauch  | NFL  |